# Weisburd

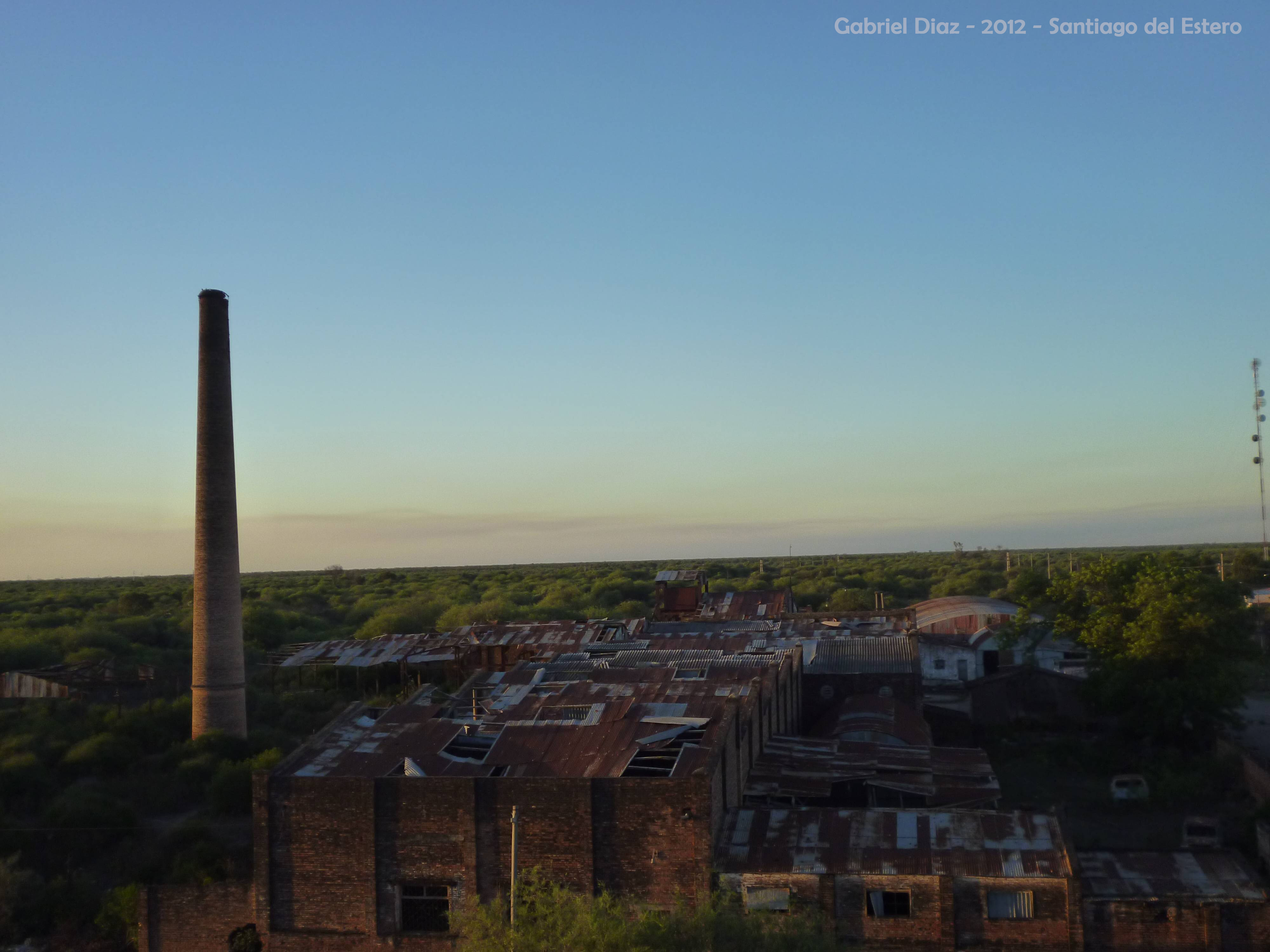
Fábrica de Weisburd, actualmente es un edificio en donde funciona una cooperativa/carpintería.

Weisburd (también conocido como El Bravo) es una localidad del departamento Moreno, provincia de Santiago del Estero, Argentina.
Se sitúa en el noreste de la provincia de Santiago del Estero, dentro de la Región Chaqueña, es una llanura boscosa, sin cursos de agua natural como ríos o arroyos.

## Población
Cuenta con 1,842 habitantes (Indec, 2010), lo que representa un incremento del 21,3% frente a los 1,519 habitantes (Indec, 2001) del censo anterior.
| Gráfica de evolución demográfica de Weisburd entre 1991 y 2010 |
|                                                                |
| Fuente: Censos nacionales del INDEC                            |

Su población originaria se mezcló con el español de la era colonial dando lugar a mestizaje. Luego llegarían inmigrantes italianos y sirio-libaneses, conformando una población de más de 1800 habitantes.

## Flora
Especies propias y características de esa región: quebracho colorado y blanco, algarrobo blanco y negro, itín y mistol, entre otras.

## Fauna
La fauna autóctona está conformada principalmente por guasunchos, iguanas y zorros.

## Toponimia
En honor a su fundador.

## Historia
- 1854, el gobierno provincial instala una línea de fortines: puestos militares y verdaderas Colonias Rurales.
- 1895 y 1898, Adolfo Ruiz, gobernador de Santiago del Estero, analiza atraer a capitalistas a una provincia rica por naturaleza. Se fundarían pueblos en regiones inhóspitas, con monte impenetrable de valiosas maderas. Así, aparece el "Sindicato de Capitalistas" para adquirir tierras, y proyectos de inversiones.
- 1901, llegan a la región inversionistas para instalar establecimientos forestales, pero el monte impenetrable, la falta de agua, de caminos y de infraestructura de transporte inviabilizaban los emprendimientos.
- 1902, Ernesto Tornquist, banquero y representante del Banco Belga de Préstamos Territoriales, el Banco de Ambéres, la Caja Hipotecaria Amberes, con fuertes capitales se hace cargo personalmente de la compra e instrumentación de la instalación del Ferrocarril para esta región, viaja a Amberes, puerto de Bélgica, y allí constituye la Sociedad Belga-Argentina de Ferrocarriles. El archivo histórico de Ferrocarriles Argentinos testimonia que el ferrocarril "Ramal Industrial", se inaugura el 5 de julio de 1904, fecha clave para el nacimiento de otra ciudad, Quimilí, como un pueblo estable con intensa actividad forestal basada en la explotación de madera de quebracho y de tanino. Al año de existencia, ya se desplegaba una intensa actividad forestal destinada a la obtención de durmientes, postes de alambrado y leña. El ferrocarril se constituyó así en pieza fundamental del desarrollo, de transporte de viajeros, de proveedor de agua, de vida para todos los pueblos que recorría la región. El ferrocarril permitió la instalación de pueblos estables, pero con el devenir histórico, los cambios de política de nuestro país y la paralización del mismo, muchos se convirtieron en pueblos fantasmas.
- 1941, Israel Weisburd inaugura su fábrica de tanino, con una gran demanda por la guerra mundial. Con un edificio de 1 ha de ladrillo vista, techos de cinc, maderas, y su chimenea espectacular; las formaciones ferroviarias ingresaban directamente por el portón de la fábrica. Su capacidad era de 6.000 T/año, y por más de 12 años funcionó continuamente con tres turnos diarios. 3.500 obreros trabajaban en sus tres turnos rotativos, alojados en casas de material, tejas rojas separadas con costaneras blancas en medio de un tupido bosquecillo de frondosos árboles. Cuando los ingleses se retiran absolutamente de las provincias para hacer tanino de Mimosa asiática, a un precio mucho más bajo, arrastran en agonía a esta fábrica, que quebró en 1961.

## Parroquias de la Iglesia católica en Weisburd
| Diócesis  | Añatuya                  |
| --------- | ------------------------ |
| Parroquia | Nuestra Señora de Fátima |